# Hanendoorn
Hanendoorn of hanenspoordoorn (Crataegus crus-galli) is een soort uit het geslacht meidoorn (Crataegus). Ze is inheems in Noord-Amerika en in veel landen aangeplant als sierboom. De plant komt in Nederland zeldzaam verwilderd voor.

## Determinatie
Hanendoorn groeit als struik of als kleine boom. Ze bereikt een hoogte van 6–10 m. De soort vormt een platte kroon. De stam en de gesteltakken hebben een gladde, grijze bast. De takken zijn afstaand, de twijgen zijn onbehaard, rood- of paarsbruin met veel lange kromme doorns die 6–10 cm lang worden. De bladeren zijn van boven min of meer glimmend, aan beide zijden onbehaard, groen, ongedeeld, elliptisch tot omgekeerd eirond, fijn gezaagd tot dubbel gezaagd en 6 × 3 cm groot. Het blad is vaak het breedst boven het midden en de bladvoet is versmald in een korte bladsteel.
De bloemen zijn wit, met twee of drie stijlen, 1,5 cm groot in rechtopstaande onbehaarde tuilen. De vruchten zijn oranjerood, 1,5 cm lang, in trossen en blijven lang aan de struik. Samen met de oranjerood verkleurende bladeren geeft dit opvallende herfsttinten.

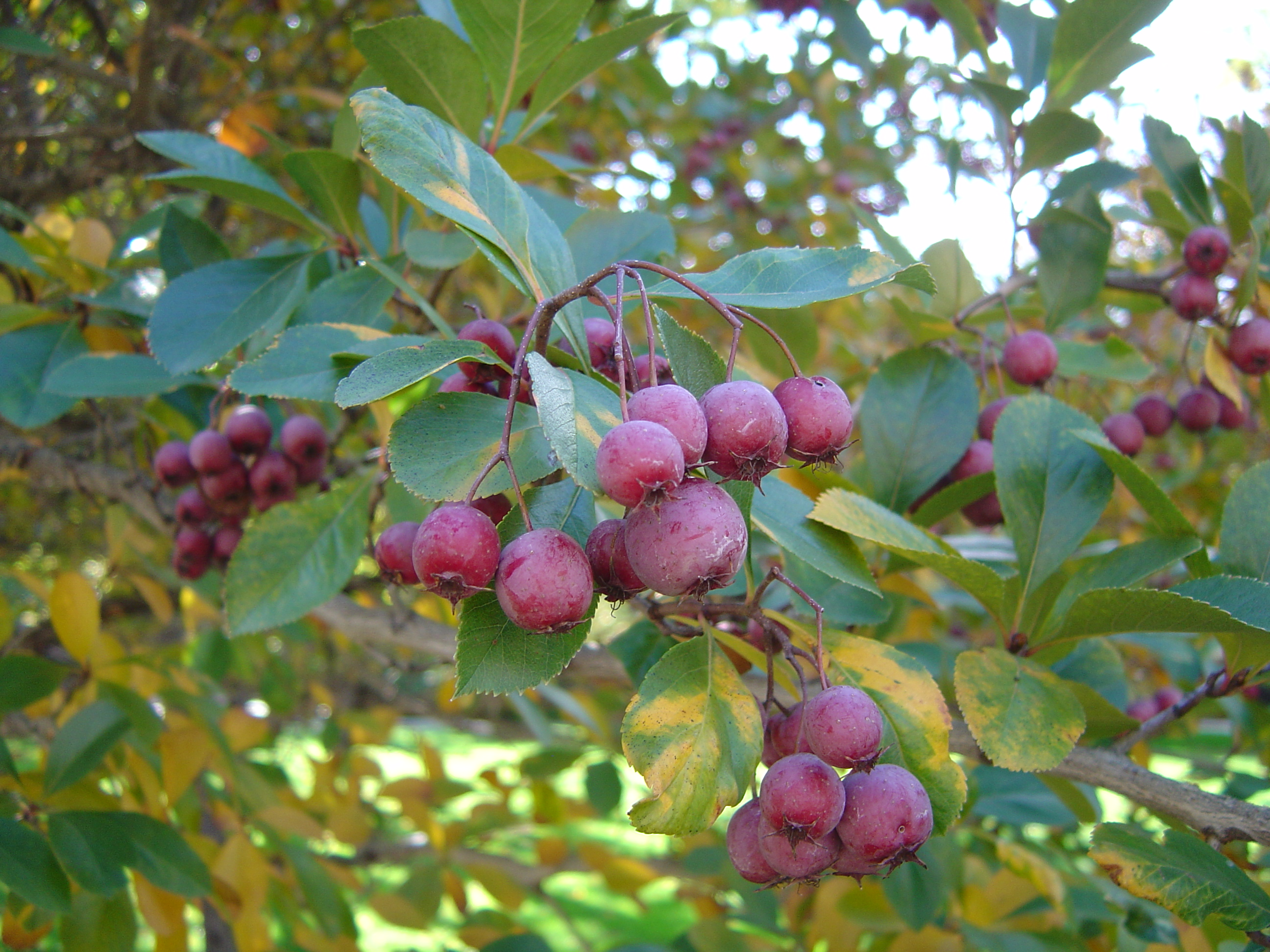
Hanendoorn, vruchten

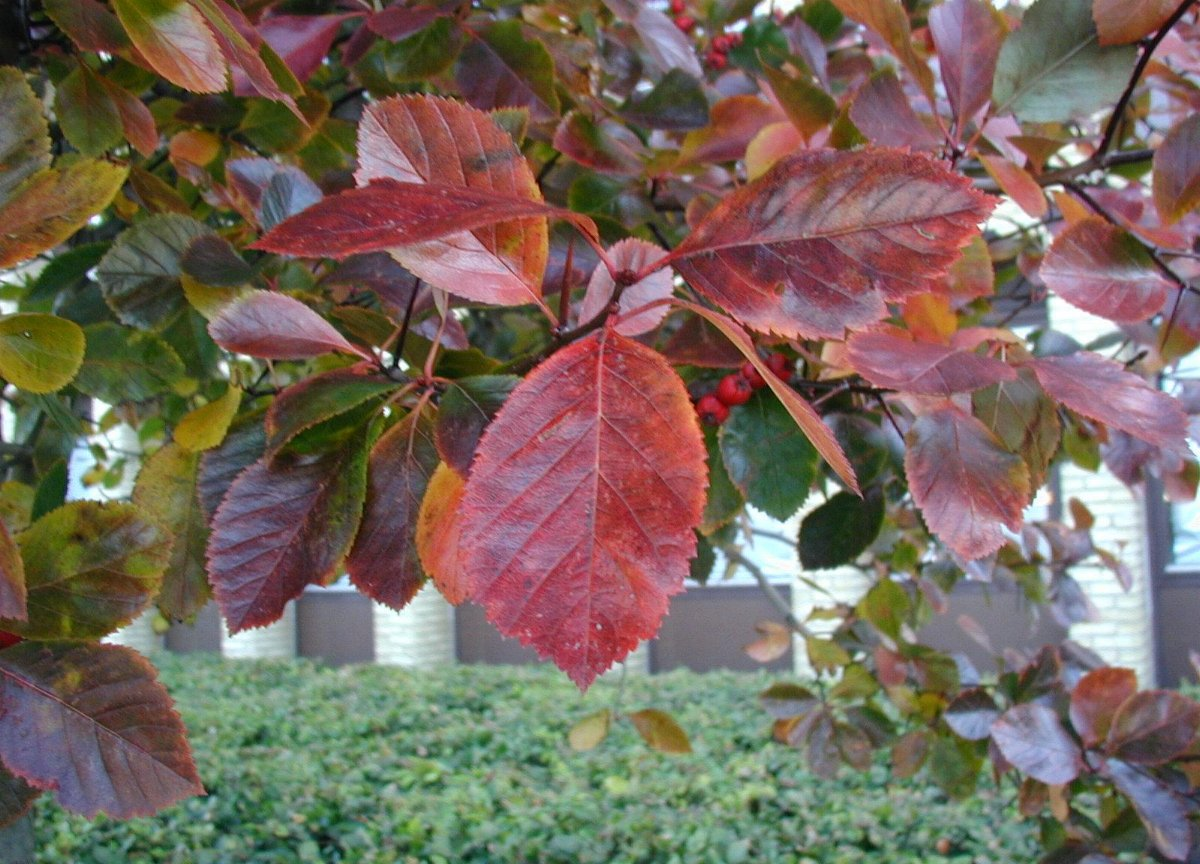
Hanendoorn, herfstkleur